# Niilo Hartikka
Niilo Hartikka (* 23. April 1909 in Muhos; † 7. Oktober 1998 ebd.) war ein finnischer Mittelstreckenläufer, der sich auf die 1500-Meter-Distanz spezialisiert hatte.
1936 schied er bei den Olympischen Spielen in Berlin im Vorlauf aus, und 1938 wurde er Vierter bei den Leichtathletik-Europameisterschaften in Paris.
1938 und 1939 wurde er Finnischer Meister.

## Persönliche Bestzeiten
- 1500 m: 3:50,0 min, 28. Juli 1939, Stockholm
- 1 Meile: 4:11,2 min, 1. August 1940, Helsinki